# Pastilă cu otravă

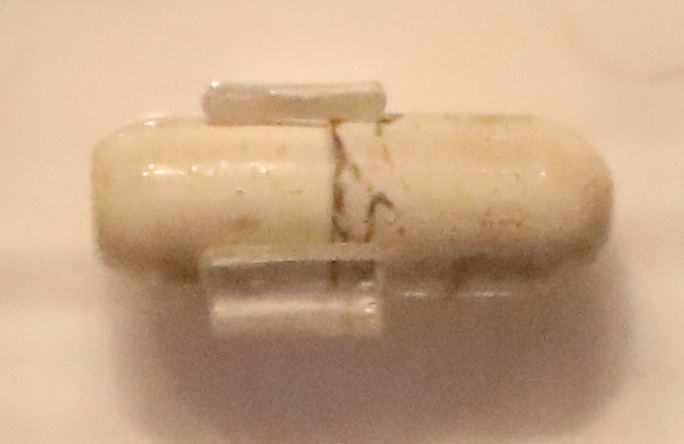
Pilulă sinucigașă din Al Doilea Război Mondial

Pastila cu otravă (pilula letală sau capsulă de cianură) este un dispozitiv sau substanță otrăvitoare care permite unei persoane să se sinucidă rapid pentru a evita capturarea, tortura sau divulgarea de informații. Această practică a fost folosită istoric de agenți secreți, militari și prizonieri politici.
Termenul de „pastilă cu otravă” este folosit și colocvial pentru o politică sau o acțiune juridică înființată de o instituție care are consecințe dacă apare un anumit eveniment. Spre exemplu, pentru a se apăra împotriva preluării, companiile introduc amendamente privind drepturile acționarilor.

## Plan de drepturi pentru acționari
În domeniul corporativ, o pastilă cu otravă (poison pill) se referă la un mecanism de protecție împotriva preluărilor ostile. Acesta constă într-un plan de drepturi pentru acționari introdus în actele constitutive ale companiei. Scopul său este de a face preluarea mai dificilă sau mai costisitoare, de obicei prin emiterea de acțiuni suplimentare către acționarii existenți pentru a dilua praticipația potențialului cumpărător.

### Plan de acțiuni preferențiale
Compania țintă emite un număr mare de acțiuni noi către acționarii existenți, de obicei acțiuni preferențiale. Aceste acțiuni noi au de obicei prevederi stricte de răscumpărare, cum ar fi posibilitatea de a fi convertite într-un număr mare de acțiuni ordinare în cazul unei preluări. Această conversie diluează imediat procentul de acțiuni deținut de ofertant și face mai costisitoare achiziționarea a 50% din acțiunile companiei țintă.

### Flip-in
Un flip-in permite acționarilor, cu excepția ofertantului, să cumpere acțiuni suplimentare la un preț redus.  Aceasta oferă investitorilor profituri imediate și diluează acțiunile deținute de compania care încearcă preluarea.

### Flip-over
Un flip-over permite acționarilor să cumpere acțiuni ale ofertantului după fuziune la un preț redus.  De exemplu, un acționar poate obține dreptul de a cumpăra acțiuni ale ofertantului, în cadrul unor fuziuni ulterioare, la un raport de doi la unu.

### Plan de retragere accelerată
În acest senariu, compania țintă modifică toate acordurile de opțiuni pe acțiuni acordate angajaților, astfel încât să devină imediat exigibile în cazul unei preluări. Mulți angajați își pot exercita opțiunile și apoi pot vinde acțiunile. Prin anularea cătușelor de aur, angajații nemulțumiți pot pleca imediat după valorificarea opțiunilor.
Această pastilă cu otravă este concepută pentru a provoca un exod de resurse umane și de a reduce valoarea corporativă a companiei. În multe companii din domeniul tehnologic, pierderea de talente poate transforma compania achiziționată într-un simplu „schelet gol” pentru noul proprietar.
În iunie 2003, PeopleSoft a garantat clienților săi că, dacă va fi achiziționată în decurs de doi ani și suportul produselor va fi redus în următorii patru ani, clienții vor primi o rambursare de două până la cinci ori valoarea taxelor plătite pentru licențele PeopleSoft. După ce a fost achiziționată de Oracle, costul ipotetic pentru această garanție a fost estimat la 1,5 miliarde dolari.

### Plan de vot
Într-un plan de vot, compania creează acțiuni preferențiale cu drepturi de vot superioare față de cele ale acțiunilor ordinare. Astfel, chiar dacă un ofertant ostil achiziționează o cantitate substanțială de acțiuni ordinare, aceasta nu poate exercita controlul asupra firmei țintă.
De exemplu, ASARCO a stabilit un plan de vot în care 99% din acțiunile ordinare ofereau doar 16,5% din totalul puterii de vot.

### Legislația în Uniunea Europeană
Legislația privind preluarea continuă să evolueze în Europa continentală, întrucât țările individuale se încadrează încet în conformitate cu cerințele impuse de Comisia Europeană. Guvernele naționale dețin cote de aur în multe companii „strategice”, cu ar fi monopolurile de telecomunicații și companiile energetice.
Guvernele au servit „pastile de otrăvire” cu evoluții negative de reglementare în cazul în care compania este preluată, precum de către Spania către E.ON sau Franța către potențialii cumpărători ai grupului Danone.

## Amendament de sabotaj
În domeniul legislativ, termenul este folosit pentru a descrie un amendament de sabotaj (wrecking amendment). Acesta este un amendament introdus deliberat într-un proiect de lege, cu scopul de a-l face inacceptabil sau de a-i slăbi intenția inițială, fără a-l respinge direct.
Prin această tactică, o lege sau o inițiativă legislativă poate fi compromisă subtil, fără un vot deschis.